# Eisenmenger-Reaktion
Die Eisenmenger-Reaktion ist eine Reaktion der Lunge auf einen erhöhten Druck in ihren Blutgefäßen. Er entsteht durch einen angeborenen Herzfehler, bei dem ein sogenannter Shunt eine unphysiologische Verbindung zwischen rechtem und linkem Herz schafft. Wenn ein primärer Links-Rechts-Shunt so ausgeprägt vorliegt, dass sich eine pulmonale Widerstandserhöhung mit konsekutiver Shuntumkehr und Zyanose entwickelt, spricht man vom Eisenmenger-Syndrom.

## Beschreibung
Das linke Herz versorgt den ganzen Körper mit sauerstoffreichem Blut und baut dazu einen relativ hohen Blutdruck auf (siehe unten). Man bezeichnet die linke Herzhälfte und die daraus versorgten Arterien als Hochdrucksystem. Wenn eine Verbindung zwischen rechter und linker Herzhälfte besteht, kann sich dieser Druck ins rechte Herz und die Lunge fortsetzen, in denen physiologischerweise ein wesentlich niedrigerer Druck herrscht (Niederdrucksystem). Die Gefäße des Lungenkreislaufs sind für einen so hohen Druck nicht ausgelegt und reagieren mit einer Mediahypertrophie, also einer Verdickung der Muskeln in der Wand der Arterien. Dadurch nimmt das Lumen der Lungengefäße ab und der Widerstand gegen das einströmende Blut wird größer. Dieser Prozess setzt sich fort, bis der Blutdruck in der Lunge den des Körperkreislaufes übersteigt. In der Folge fließt das Blut in Gegenrichtung durch den Kreislaufdefekt (jetzt ein Rechts-Links-Shunt). Durch die Flussrichtungsumkehr fließt weniger Blut durch die Lunge und es wird dadurch schlechter mit Sauerstoff angereichert, die betroffenen Menschen werden zyanotisch und entwickeln u. a. eine Herzinsuffizienz.
Die Erkrankung verläuft progressiv, verschlimmert sich also im Verlauf, und ist unbehandelt mit einer Verkürzung der Lebensdauer verbunden. Etwa vier von fünf Menschen überleben die ersten zehn Jahre nach Einsetzen der Eisenmenger-Reaktion. Abhängig vom Zeitpunkt der Shunt-Umkehr wird durchschnittlich ein Alter von etwa 20 bis 50 Jahren erreicht. Medikamentöse Therapie kann lediglich die Folgen verzögern; als kurative Behandlung steht letztlich nur eine Herz-Lungen-Transplantation zur Verfügung.

## Terminologie
Synonym zum Begriff der Eisenmenger-Reaktion werden gelegentlich die Ausdrücke Eisenmenger-Syndrom und Eisenmenger-Komplex genutzt. Das ist jedoch nicht korrekt. Siehe: Eisenmenger-Komplex bzw. Eisenmenger-Syndrom. Eine Eisenmenger-Reaktion kann beim Vorliegen eines Eisenmenger-Syndroms entstehen, bei denen ein so ausgeprägter primärer Links-rechts-Shunt vorliegt, dass sich eine pulmonale Widerstandserhöhung mit konsekutiver Shuntumkehr und deutlicher Zyanose entwickelt bzw. entwickeln kann.

## Geschichte
Die Eisenmenger-Reaktion wurde nach dem österreichischen Arzt Viktor Eisenmenger (1864–1932) benannt, der im Jahre 1897 die Besonderheit erstmals anhand eines damals 32-jährigen Mannes beschrieb, der eine pulmonale Hypertonie (Lungenhochdruck), einen Ventrikelseptumdefekt (VSD) und eine reitende Aorta hatte.

## Anatomische Erläuterungen zum Verständnis
Üblicherweise sind die linke und die rechte Herzhälfte anatomisch getrennt, sodass das Herz als ganzes in ein Rechtsherz und ein Linksherz unterteilt werden kann.
Ein Shunt (engl., deutsch: „Weiche, Nebenanschluss“, in der Medizin „Blutübertritt zwischen Blutgefäßen oder Herzkammern“) entsteht, wenn es Fehlbildungen der anatomischen Trennung der beiden Herzhälften gibt, z. B. ein Loch zwischen den Herzkammern (Ventrikelseptumdefekt, VSD), ein Loch zwischen Vorhöfen (Atriumseptumdefekt, ASD) oder ein Loch zwischen Herzkammer und Herzvorhof mit fehlgebildeten Herzklappen (Atrio-ventrikulärer Septumdefekt, AV-Kanal, AVSD).
Die Aufgabe der linken Herzkammer besteht darin, das sauerstoffreiche (rote) Blut über die Systemarterien durch den Körper des Menschen zu pumpen (großer Kreislauf / Körperkreislauf). Sie ist kräftiger als die rechte Herzkammer, dadurch generiert sie einen etwa sechsmal höheren Blutdruck. Das Pumpvolumen des linken Ventrikels bezeichnet man als Herzzeitvolumen.
Die Aufgabe der rechten Herzkammer besteht darin, das sauerstoffarme (blaue) Blut über die Lungenarterien durch die Lunge zu pumpen (kleiner Kreislauf / Lungenkreislauf). Dort wird das Blut mit Sauerstoff versorgt. Der Druck in ihr ist geringer als in der linken Herzkammer, da das Blut mit weniger Widerstand durch die Lunge gelangen kann. Das Pumpvolumen des rechten Ventrikels bezeichnet man als Lungenzeitvolumen.
Bei Menschen ohne Septumdefekte ist das Blutvolumen der Kreisläufe ausgewogen. Herzzeitvolumen und Lungenzeitvolumen sind identisch.
Besteht aufgrund einer anatomischen Besonderheit ein Links-Rechts-Shunt zwischen den beiden Herzhälften, fließt sauerstoffreiches (rotes) Blut aus der linken Herzhälfte in die rechte Herzhälfte (und von da aus in den Lungenkreislauf), da der Druck in der linken Herzhälfte größer ist als in der rechten. Besteht dagegen aufgrund einer anatomischen Besonderheit ein Rechts-Links-Shunt zwischen den beiden Herzhälften, fließt sauerstoffarmes Blut aus der rechten Herzhälfte in die linke Herzhälfte (und von dort in den Körperkreislauf), da der Druck in der rechten Herzhälfte größer ist als in der linken. Liegen gleichzeitig beide Defekte vor, so nennt man das einen bidirektionalen Shunt, weil das Blut in beide Richtungen fließt. Als Shunt-Volumen bezeichnet man den Blutfluss pro Zeitspanne. Allgemein gilt die Gleichung Herzzeitvolumen + Links-Rechts-Shuntvolumen = Lungenzeitvolumen + Rechts-Links-Shuntvolumen.
Sind die Fehlbildungen zwischen den Herzhälften gering, ist dies normalerweise kein größeres Problem. Sind die Fehlbildungen allerdings erheblich, sodass ein großes Shuntvolumen besteht (wie z. B. bei einem großen VSD, beim kompletten AV-Kanal / AVSD oder beim Ductus arteriosus apertus), wird sehr viel sauerstoffreiches Blut zusätzlich und mit sehr hohem linksventrikulären Druck in den Lungenkreislauf gepumpt. Dies führt zu einer Fehlbelastung des rechten Herzens und der Lungengefäße.
Dies ist üblicherweise der Zeitpunkt, an dem eine operative Korrektur des entsprechenden Herzfehlers spätestens notwendig ist, denn die Lunge ist anatomisch nicht dafür ausgelegt, mit der übermäßigen Blutversorgung und insbesondere mit dem übermäßig hohen Druck des Blutes umzugehen.
Wird keine Korrektur der Herzfehlbildung vorgenommen bzw. kann keine Korrektur vorgenommen werden, kommt es über kurz oder lang zu einem Anstieg des Lungengefäßwiderstandes (pulmonale Widerstandserhöhung). Der Gefäßwiderstand der Lunge nimmt zunächst zu, schließlich verändern die Arteriolen irreversibel ihre Wandstruktur. Die Lunge verhärtet sich sozusagen, sie wird unelastisch, Gefäße verengen sich und werden kleiner (Vasokonstriktion). Dies ist eine Abwehrreaktion der Lunge auf das zusätzliche Blut. Der hohe Druck des Blutes in der Lunge wird als pulmonale Hypertonie (Lungenhochdruck) bezeichnet. Welches Ausmaß die Gefäßschäden annehmen, ist abhängig davon, über welchen Zeitraum hinweg sie dem Lungenhochdruck ausgesetzt sind und wie hoch der Druck ist, dem sie standhalten müssen.
Besteht dieser Bluthochdruck in den Lungengefäßen über einen längeren Zeitraum, kommt es zu einer Umkehr des Blutkreislaufes im Herzen: Durch den Lungenhochdruck staut sich das Blut in der rechten Herzhälfte, die jedoch trotzdem weiter versucht, das Blut in die Lunge zu pumpen. Dadurch kommt es zu einer Vergrößerung der rechten Kammer und zu einem Druckanstieg.
Über kurz oder lang wird der Druck in der rechten Herzhälfte so groß wie der Druck in der linken und wenn er schließlich größer als dieser wird, fließt das Blut dem Druckgefälle folgend von der rechten Herzhälfte in die linke Herzhälfte. Der Gefäßwiderstand in den Lungen hat den Gefäßwiderstand im Körperkreislauf überschritten. Dies wird als Shunt-Umkehr bezeichnet: Der bislang bestehende Links-Rechts-Shunt ohne Zyanose (Li-Re-Shunt / Blut fließt von der linken in die rechte Herzhälfte) kehrt sich nach einem unterschiedlich lang anhaltenden Stadium eines gekreuzten Shunts (Pendel-Shunt / biventrikulärer Shunt) in einen Rechts-Links-Shunt mit Zyanose um (Re-Li-Shunt / Blut fließt von der rechten in die linke Herzhälfte).
Das sauerstoffarme (blaue) Blut aus der rechten Herzhälfte vermischt sich auf diese Weise mit dem sauerstoffreichen (roten) Blut in der linken Herzhälfte und wird von dort aus in den Körperkreislauf gepumpt.
Als Folge davon kommt es zu einer mehr oder weniger weitgehenden Sauerstoffunterversorgung des Körpers durch einen unzureichenden Sauerstoffgehalt in den Arterien (siehe auch Hypoxämie), was eine Zyanose (griech.: κυάνεος „blau“) hervorruft. Diese zeigt sich an einer violetten bis bläulichen Tönung der Haut (meist im Gesicht) und der Schleimhäute sowie einer bläulichen Verfärbung der Lippen und der Kapillargefäße unter den Fingernägeln. Die Zyanose wird als Spätzyanose bezeichnet, da sie nicht von Anfang an als Symptom bestanden hat. Die Zyanose kann sowohl in Belastungssituationen als auch (meist im fortgeschrittenen Stadium) im Ruhezustand auftreten. Insbesondere letztere signalisiert eine bereits weit fortgeschrittene Zerstörung des Lungengefäßbettes und gilt daher als Signum mali ominis (lat.: böses Zeichen, üble Vorbedeutung) für die Prognose.
Wenn aufgrund von pulmonaler Hypertonie beim Links-Rechts-Shunt der pulmonalarterielle Druck des Blutes oder der Lungengefäßwiderstand den üblichen systemarteriellen Widerstand dauerhaft übersteigt, manifestiert sich die Shunt-Umkehr, und der betroffene Mensch wird zyanotisch.
Das durch eine fixierte pulmonale Hypertonie bedingte Auftreten einer Zyanose als Folge einer Shunt-Umkehr bei angeborenen Herzfehlern, die anfangs nicht mit einer Zyanose verbunden waren, wird als Eisenmenger-Reaktion bezeichnet.
Je nach Ausprägung der ursächlichen Fehlbildungen im Herzen tritt die Eisenmenger-Reaktion bereits im Verlauf des ersten Lebensjahres, teils aber auch erst später und manchmal schon vor der Geburt ein.

## Diagnose
Bei der Eisenmenger-Reaktion ist während der Untersuchung mit dem Stethoskop ein stark betonter Pulmonalklappenschlusston (P2) ohne Spaltung zu hören und häufig das sogenannte Graham-Steell-Geräusch, ein hochfrequentes frühdiastolisches Pulmonalinsuffizienz-Geräusch nach dem zweiten Herzton, hörbar im zweiten bis dritten Zwischenrippenraum links neben dem Brustbein. Das nach dem Amerikaner Graham Steell benannte Herzgeräusch war erstmals 1868 von dem polnischen Gerichtsmediziner und Internisten Karol Gilewski (1832–1871) beschrieben worden und spiegelt die deutliche Widerstandserhöhung im Lungenkreislauf wider. Im Röntgenbild des Brustkorbs zeigen sich zum einen eine geringe Vergrößerung des Herzens (Kardiomegalie) mit deutlicher Erweiterung des Pulmonalarterienhauptstammes (kräftiges Pulmonalissegment, weite zentrale hiläre Lungengefäße) und zum anderen eine gefäßarme, transparente und verringert durchblutete Lungenperipherie mit dem Kalibersprung-Phänomen. Die Echokardiografie sowie eine Untersuchung mittels eines Herzkatheters sind Teil der diagnostischen Untersuchungen. Zu erkennen ist eine zunehmende Rechtsherzhypertrophie.

## Auswirkungen, Behandlung, Prognose
Da durch die Shunt-Umkehr keine Lungenüberflutungssymptome wie etwa Schnellatmung, anhaltende Pulsbeschleunigung, Schwitzen, Unruhe, Akrozyanose, Trinkschwäche, unzureichende Gewichtszunahme, periphere Ödeme oder Lebervergrößerung (Hepatomegalie) mehr bestehen, fühlt sich der betroffene Mensch zwar besser, jedoch ist nun der Punkt erreicht, ab dem der Herzfehler nicht mehr operativ zu korrigieren ist, da die anatomischen Veränderungen (Vergrößerung der rechten Herzhälfte, Verhärtung der Lunge durch den überhohen Druck, dem sie ausgesetzt war und standhalten musste) nicht auszugleichen sind, und die dadurch langfristig veränderten Druckverhältnisse weiter bestehen würden.
Trotz eines operativen Verschlusses des Loches zwischen den Herzhälften würde der erhöhte Druck in der rechten Herzkammer bestehen bleiben. Nach der Operation würden zwar wieder die üblichen Kreislaufverhältnisse vorliegen, die rechte Herzkammer jedoch trotzdem fehlerhaft arbeiten und schließlich würde das Rechtsherz dekompensieren.
Aufgrund dessen kommt trotz intensiver Forschung im Bereich der medikamentösen Intervention als Behandlung nach dem Einsetzen der Eisenmenger-Reaktion derzeit nach wie vor nur noch eine kombinierte Herz-Lungen-Transplantation in Frage, die mit hohen Risiken verbunden ist. Ohne diese Maßnahme ist von einer deutlich begrenzten Lebenserwartung des betroffenen Menschen auszugehen. Medikamentengabe hat aktuell lediglich eine verzögernde Wirkung in Bezug auf die Folgen. Palliativ kann versucht werden, den Lungenhochdruck durch die Gabe von Tolazolin oder Prostacyclin zu senken.
Während Menschen mit Eisenmenger-Reaktion im Kindesalter im Ruhezustand häufig unauffällig sind und oft nur bei körperlicher Belastung Anzeichen wie beispielsweise Atemnot und ungewöhnlich rasche Erschöpfung zeigen, verstärkt sich die Symptomatik in Ausprägung und Intensität in der Regel spätestens im zweiten bis dritten Lebensjahrzehnt:
Insbesondere ab dem 24. Lebensjahr kommt es vergleichsweise häufig zu Lungenblutungen, was häufig zum Tode führt. Daher ist trotz der erhöhten Wahrscheinlichkeit einer Thromboembolie die Einnahme von Aspirin nicht anzuraten. Das Blut bleibt dadurch jedoch ungewöhnlich zähflüssig, was das Risiko stark erhöht, Embolien im Gehirn (in der Regel Mikroembolien) und Hirnabszesse zu entwickeln. Gelegentlich kommt es daraus resultierend zu Krämpfen. Darüber hinaus kann es zur Erhöhung des Harnsäurespiegels kommen, was zu Gichtanfällen und Nierenschädigungen (Nephropathie) führen kann. Mit zunehmendem Alter sind maligne Herzrhythmusstörungen häufig. Menschen mit Eisenmenger-Syndrom und angeborenem Herzfehler entwickeln eine zentrale Zyanose mit Polyglobulie, einhergehend mit den sekundären Zeichen der chronischen Hypoxämie mit überschießendem Wachstum von kleinen Blutgefäßen (Angiogenese / Symptom u. a. Uhrglasnägel).
Viele betroffene Menschen haben wiederkehrende Ohnmachtsanfälle (Synkopen), Angina Pectoris und zum Teil bekommen sie Husten, der mit blutigem Auswurf einhergeht (Hämoptyse). Wiederholt können hypoxische Anfälle auftreten, bei der eine sofortige Gabe von Sauerstoff nötig wird. Dies kann als Zeichen einer deutlichen Verschlechterung des Gesamtzustandes angesehen werden, was meist eine ungünstige Prognose in Bezug auf die Lebensdauer bedeutet. Bei gehäuften Sauerstoffmangelsymptomen und signifikant erniedrigten Sauerstoffsättigungswerten kann die (nächtliche) Gabe von Sauerstoff helfen, das Fortschreiten einer starken Vermehrung der Zahl roter Blutkörperchen im peripheren Blut zu verlangsamen. Blutgefäßerweiternde Mittel (Vasodilatatoren) sind für eine Langzeittherapie nicht empfehlenswert. Nur wenige Beispiele zeigen eine Verbesserung der Belastbarkeit von Menschen mit Eisenmenger-Reaktion unter Nifedipintherapie oder bei Anwendung eines oralen Prostazyklinanalogons.
Menschen mit Eisenmenger-Reaktion entwickeln eine stetig zunehmende Rechtsherzinsuffizienz (Rechtsherzschwäche) und ihre Lungenfunktion wird gestört, es kommt zu hörbaren Atemwegsbehinderungen. Sie werden dadurch immer weniger körperlich belastbar, Belastungsdyspnoe tritt auf, wodurch zum Teil für Spaziergänge o. ä. die Nutzung eines Rollstuhls angezeigt ist. Schließlich bedeutet nahezu jede Form besonderer körperlicher Aktivität größte Anstrengung und die betroffenen Menschen sind in zunehmendem Maße auf die Hilfe anderer Personen angewiesen. Ein Versterben am plötzlichen Herztod ist möglich.
Die Anfälligkeit für bronchopulmonale Infekte ist teils stark erhöht und entsprechende Erkrankungen werden meist sehr schlecht toleriert. Vermieden werden sollten daher Aktivitäten, die mit einem erhöhten Risiko von Herz- und Lungenerkrankungen einhergehen. Insbesondere sollte auf den aktiven und passiven Konsum solcher Stoffe verzichtet werden, die die Sauerstoffaufnahme und -verwertung hemmen (z. B. Tabakrauch).
Die Lebenserwartung betroffener Menschen ist deutlich begrenzt und hängt u. a. vom Zeitpunkt ab, an dem sich die Eisenmenger-Reaktion manifestiert hat. Dies geschieht in der Regel bis zum 12. Monat nach der Geburt. Vier von fünf Menschen überleben die ersten zehn Jahre nach der Manifestation. Der Tod am chronischen Rechtsherzversagen oder an einer schweren Lungenentzündung tritt bei Patienten mit Eisenmenger-Reaktion zwischen 20 und 50 Jahren ein.

## Schwangerschaft
Das Vorliegen einer Eisenmenger-Reaktion birgt in der Schwangerschaft sehr hohe Risiken für die Frau und führt zur Einstufung der Gestation als Hochrisikoschwangerschaft. Eine individuelle Beurteilung der hämodynamischen Situation ist erforderlich; erfahrungsgemäß ist jedoch das Eisenmenger-Syndrom der Frau eine Indikation für den möglichst frühzeitigen Abbruch der Schwangerschaft. Bei der Entscheidung zu einer Abtreibung sind jedoch auch die Risiken der dafür erforderlichen Anästhesie zu beachten.
Fällt die Entscheidung für das Austragen des Kindes aus, muss sich die Schwangere sehr schonen und sich in kurzen Abständen zu Kontrolluntersuchungen vorstellen. Während der Wehenphase, der Entbindung und im Wochenbett muss besonders darauf geachtet werden, dass es nicht zur Verminderung der Blutmenge im Blutkreislauf (Hypovolämie) oder zum Abfall des Blutdruckes und einhergehend damit zu einem Absinken des Herzzeitvolumens kommt. Folge wären Ohnmachtsanfälle oder Bluthusten. Schwangere mit Eisenmenger-Reaktion versterben häufig an z. B. plötzlichem Herztod, Hypovolämie, an Schockzuständen aufgrund von Blutungen während oder nach der Entbindung, Zerreißung der Pulmonalarterien oder an Hirnabszessen. Drei bis fünf von zehn Frauen überleben eine Schwangerschaft nicht, die Sterberate der Kinder liegt bei knapp 30 % und etwa die Hälfte der Babys kommt in einer Frühgeburt zur Welt.
Bei Schwangeren mit Eisenmenger-Reaktion sollte eine Spontangeburt unter sorgfältiger Periduralanästhesie angestrebt werden; eine Vakuumextraktion (Saugglocken-Entbindung) kann gegebenenfalls den Geburtsverlauf abkürzen. Die Entbindung sollte in einem auf Risikogeburten eingestellten Klinikum erfolgen.
Zur medikamentösen Behandlung ist zu sagen, dass unbedingt darauf geachtet werden muss, dass bestimmte Medikationen den Rechts-Links-Shunt verstärken können. Zur Prävention von Thrombosen und Embolien wird in den letzten acht bis zehn Schwangerschaftswochen und in den ersten vier Wochen nach der Entbindung die Gabe eines Medikamentes zur Blutgerinnungshemmung (Antikoagulation) angeraten.
Mit Blick auf die hohen Risiken, die eine Schwangerschaft für Frauen mit Eisenmenger-Reaktion mit sich bringt, steht auch die Frage nach einer endgültigen Kontrazeption im Raum: Nebenwirkungen von Verhütungsmitteln sind mitunter als kritisch in Bezug auf den Gerinnungshaushalt anzusehen. Zur dauerhaften Vermeidung von Schwangerschaften käme die Unterbrechung der Eileiter (Tubenligatur) während eines laparoskopischen Eingriffs als im Vergleich risikoärmste Verhütungsmöglichkeit in Frage.